# Aubigny-aux-Kaisnes
Aubigny-aux-Kaisnes är en kommun i departementet Aisne i regionen Hauts-de-France i norra Frankrike. Kommunen ligger  i kantonen Saint-Simon som ligger i arrondissementet Saint-Quentin. År 2022 hade Aubigny-aux-Kaisnes 239 invånare.

## Befolkningsutveckling
Antalet invånare i kommunen Aubigny-aux-Kaisnes
Referens: INSEE